# Schiffssetzung von Vejerslev
Die ehemalige Schiffssetzung von Vejerslev wird nach den neuen Ausgrabungen und Funden auf etwa 600 n. Chr. datiert und ist demzufolge eisenzeitlich und nicht wikingerzeitlich. Vejerslev etwa 15 km nördlich von Silkeborg, in der Favrskov Kommune war nach der 80 km entfernten und etwa 356 Meter langen Schiffssetzung von Jelling die zweitgrößte Schiffssetzung in Dänemark und größer als alle Schiffssetzungen der Skandinavischen Halbinsel.

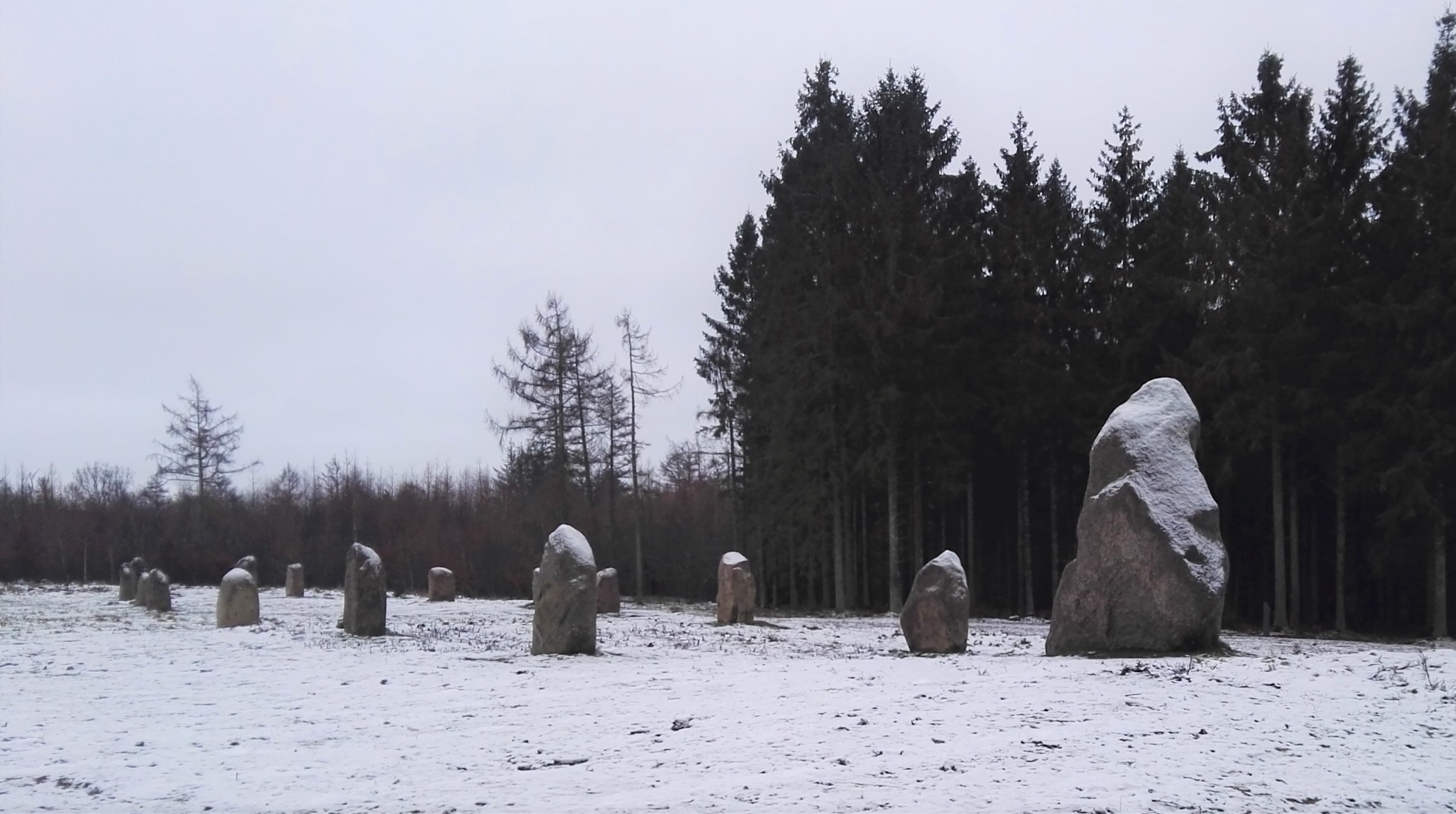
Schiffssetzung von Vejerslev - oder Høj Stene

Die erste schriftliche Erwähnung stammt aus der Zeit von Christian V. (1646–1699) mit der Bezeichnung „Høys Steen“. Zwischen 1763 und 1781 finden sich Informationen in De danske Atlas (Erste Beschreibung Dänemarks in Kupferstichen – 7 Bände) u. a. von Erik Pontoppidan (1698–1764). Darin heißt es, dass sich die Schiffssetzung in der Nähe der Gudenå südwestlich von Vejerslev in Jütland zwischen zwei Hügelgräbern über eine Länge von etwa 100 Schritten erstreckt. Nach Berichten des Lehrers J. Christensen hatte sie eine Länge von etwa 88,0 Metern und eine größte Breite von 13,0 Metern. Die zu dieser Zeit erhaltenen 16 Steine standen im Abstand von 2,0 m bis 4,0 m und hatten Höhen zwischen 1,9 und 2,5 Metern. Der nördliche Stevenstein hatte dem Bericht zufolge eine Länge von 4,5 Metern.
Die spitzovale Schiffssetzung soll ursprünglich aus zwei Reihen zu je 12 Relingsteinen plus den beiden Stevensteinen bestanden haben. Den Quellen zufolge befand sie sich nordöstlich der Kongensbro über die Gudenå etwa 170 m von der Gudenå entfernt, zwischen zwei Grabhügeln von 14,0 bis 16,0 m Durchmesser. Den Berichten ist zu entnehmen, dass im Jahre 1743 Steine aus der Schiffssetzung entfernt wurden. Die verbliebenen Steine wurde etwa 100 Jahre später weggeschafft.
Johannes Brøndsted (1890–1965) versuchte 1929 noch erfolglos, die Schiffssetzung zu lokalisieren.
Einer neueren Information zur Schiffssetzung (von 2013 und 2016) zufolge handelt es sich vielleicht um das älteste Königsgrab Dänemarks. Goldfunde zeigen, dass die Schiffssetzung ein Brandgrab aus der Eisenzeit (550–750 n. Chr.) umrahmte. Hinweise deuten darauf, dass das Bestattungsritual als Nachstellung der Seebestattung des mythologischen Königs Skjöld (Scyld) konzipiert wurde, die aus dem Beowulf bekannt ist.